# 5089 Nádherná
Az 5089 Nádherná (ideiglenes jelöléssel 1979 SN) a Naprendszer kisbolygóövében található aszteroida. Antonín Mrkos fedezte fel 1979. szeptember 25-én.